# Luca Antei
Luca Antei (* 19. April 1992 in Rom) ist ein italienischer Fußballspieler.

## Karriere
Der in Rom geborene Antei entstammt der Jugendabteilung der AS Rom. Diese durchlief er bis 2011, als er in den Profibereich übernommen wurde. Um ihn in seiner Entwicklung zu unterstützen, wurde er an die US Grosseto verliehen, wo er regelmäßig Spielpraxis erhielt. Seine erste Partie in der Serie B absolvierte er in der Saison 2011/12 am 1. Oktober 2011 beim 3:3-Unentschieden gegen Ascoli Calcio. Insgesamt kam er für Grosseto auf 21 Einsätze. Für die Spielzeit 2012/13 kehrte er zur Roma zurück, konnte sich jedoch in der Hinrunde nicht in der Mannschaft etablieren. Deshalb wurde er für die Rückrunde in die Serie B zur US Sassuolo Calcio verliehen. Obwohl er dort nur auf zwei Einsätze kam, zog Sassuolo die Kaufoption über 500.000 Euro für den Abwehrspieler, der zudem die Zweitligameisterschaft feiern konnte. In der Premierensaison für Sassuolo in der Serie A konnte er sich einen Stammplatz erarbeiten und absolvierte 22 Partien für die Neroverdi. Am Ende der Saison stand der Klassenerhalt.
Im Sommer 2017 wurde Antei an Benevento Calcio verliehen. Im Anschluss verpflichteten sie ihn fest. Im Oktober 2020 wurde er an Delfino Pescara 1936 ausgeliehen.

### Nationalmannschaft
Seit 2011 war Antei in verschiedenen Junioren-Auswahlteams Italiens aktiv.

## Erfolge
- Italienischer Zweitligameister: 2012/13